# Mécanisme de défense
Les mécanismes de défense (Abwehrmechanismen) désignent en psychanalyse et chez Freud les procédés inconscients employés principalement par le Moi dans différentes organisations psychiques comme les névroses.
Les travaux d'Anna Freud sont particulièrement centrés sur ce thème.

## Vue d'ensemble

### Définition
Laplanche et Pontalis donnent des mécanismes de défense la définition suivante: ce sont « différents types d'opérations dans lesquelles peut se spécifier la défense. Les mécanismes prévalents sont différents selon le type d'affection envisagée, selon l'étape génétique considérée, selon le degré d'élaboration du conflit défensif, etc. ». Ils précisent ensuite qu'« on s'accorde à dire que les mécanismes de défense sont utilisés par le moi, la question restant ouverte de savoir si leur mise en jeu présuppose toujours l'existence d'un moi organisé qui en soit le support ».
Pour Elsa Schmid-Kitsikis, « les mécanismes de défense sont des processus psychiques que l'on prête généralement au Moi organisé ». Quant à la définition de la « défense », lorsque le mot « défense » est pris absolument, le terme désigne pour le même auteur « toutes les techniques dont se sert le Moi dans tous les conflits qui peuvent éventuellement mener à la névrose ». Chez Freud, « défense et mécanisme de défense […] ne sont pas clairement distingués ». Selon Schmid-Kitsikis, la « qualification de la défense » comme mécanisme de défense renvoie « aux processus inconscients qui rendent compte de son fonctionnement ».
Élisabeth Roudinesco et Michel Plon estiment que « les diverses formes de défense, à même de spécifier les atteintes névrotiques, sont généralement regroupées sous l'expression de mécanisme de défense ».

### Sigmund Freud

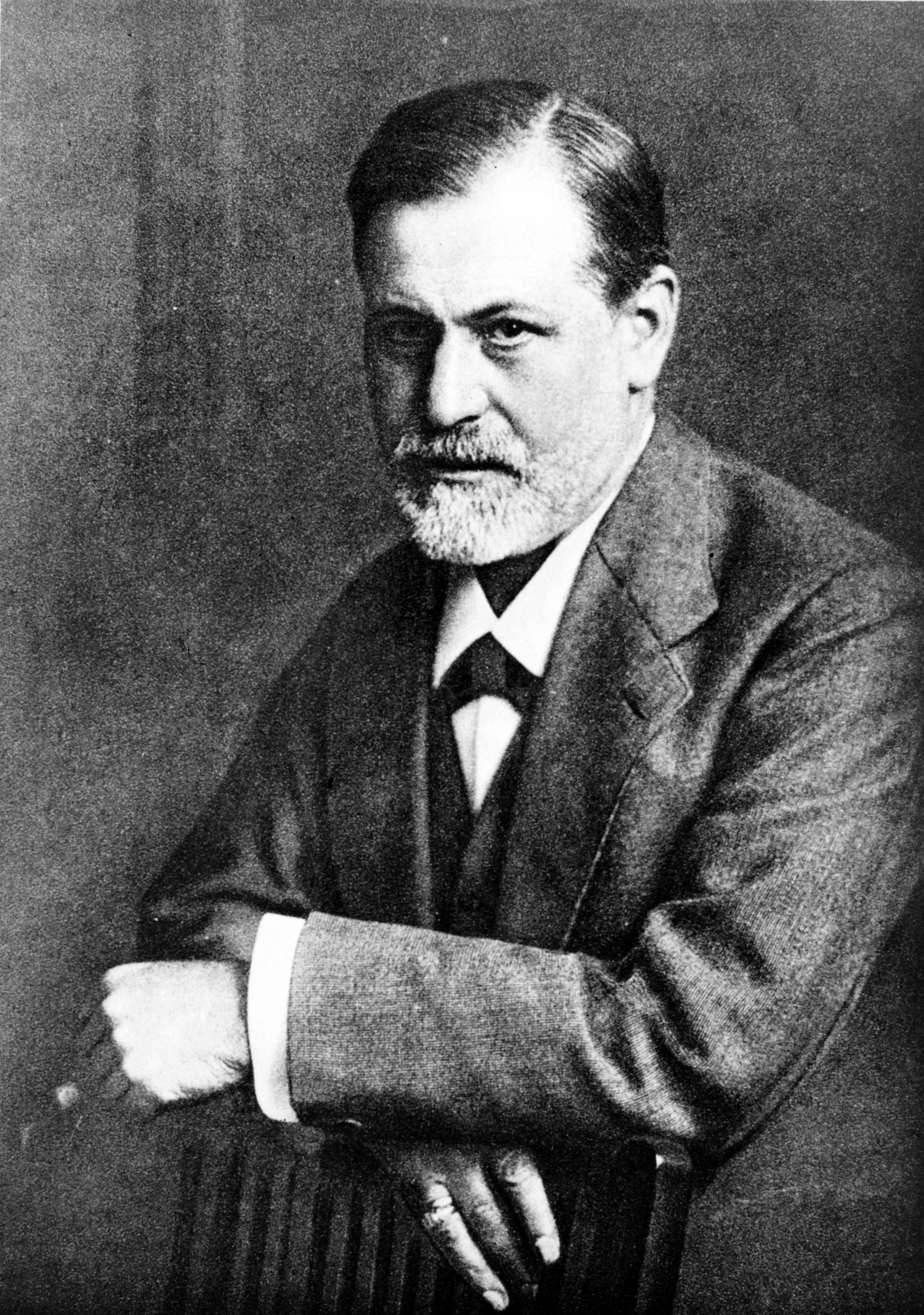
Sigmund Freud par Max Halberstadt, 1909

Freud utilise le terme « mécanisme » afin de « connoter le fait que les phénomènes psychiques présentent des agencements susceptibles d'une observation et d'une analyse scientifique ». Les auteurs du Vocabulaire de la psychanalyse citent à cet effet « le titre de la communication préliminaire (Vorläufige Mitteilung, 1893) de Breuer et Freud : Le mécanisme psychique des phénomènes hystériques (Über den psychischen Mechanismus hysterischer Phänomene) ». Le terme « mécanisme » sera « présent de façon sporadique tout au long de l'œuvre » freudienne. Celui de « mécanisme de défense » figure dans les essais métapsychologiques de 1915. Celui de « défense » se trouve dans Inhibition, Symptôme et Angoisse (Hemmung, Symptom und Angst, 1926) dans l'expression « méthodes de défense ».

### Anna Freud
Laplanche et Pontalis considèrent qu'après 1926, « l'étude des mécanismes de défense est devenue un terme important de la recherche psychanalytique, notamment avec l'ouvrage d'Anna Freud qui leur est consacré », Le Moi et les mécanismes de défense (Das Ich und die Abwehrmechanismen, 1936).
« Cet auteur », disent-ils, « s'attache sur des exemples concrets à décrire la variété, la complexité, l'extension des mécanismes de défense, montrant notamment comment la visée défensive peut utiliser les activités les plus diverses (fantasme, activité intellectuelle), comment la défense peut porter non seulement sur des revendications pulsionnelles, mais sur tout ce qui peut susciter un développement d'angoisse : émotions, situations, exigence du Surmoi, etc. ». Laplanche et Pontalis ajoutent toutefois que dans cet ouvrage, « Anna Freud n'entend pas se placer dans une perspective exhaustive ni systématique, notamment dans l'énumération qu'elle donne en passant des mécanismes de défense : refoulement, régression, formation réactionnelle, isolation, annulation rétroactive, projection, introjection, retournement sur soi, renversement dans le contraire, sublimation ». Anna Freud évoque aussi d'autres procédés défensifs : « la négation par le fantasme, l'idéalisation, l'identification à l'agresseur, etc. ».

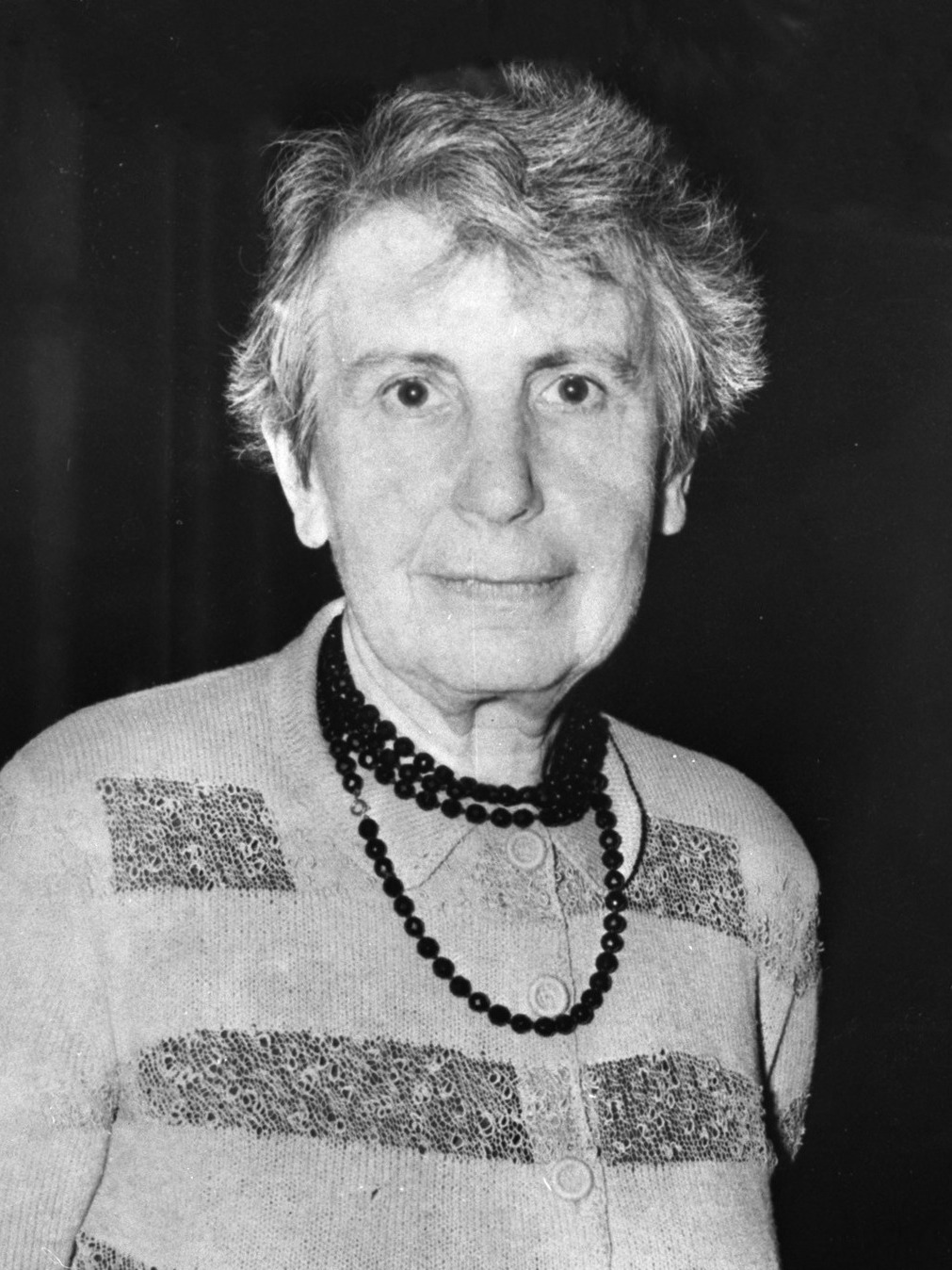
Anna Freud au Congrès mondial de psychiatrie à Zurich en 1957.

Dans le cadre de ses travaux de 1936, Anna Freud va se trouver « très soutenue par le mouvement de l'Ego psychology ». Roudinesco et Plon sont d'avis que « pour la fille de Freud, les mécanismes de défense interviennent contre les agressions pulsionnelles, mais aussi contre toutes les sources d'angoisse, y compris les plus concrètes », si bien que « cette perspective globalisante implique une conception du moi marquant un retour en arrière au regard de celle exprimée par Freud dans le cadre de la grande refonte théorique des années 1920 ». Dans une telle perspective, ils ajoutent que le Moi, redevenu « synonyme de conscient […], est assimilé à la personne et l'objectif consiste alors à aider ses défenses pour consolider son intégrité ». Selon les mêmes auteurs, ainsi s'explique pourquoi « cette conception a trouvé à s'épanouir dans le courant de l'Ego Psychology ». Elle a été « fortement combattue, notamment par Jacques Lacan » dans les années 1950-1960 : ce dernier la dénonce comme une « démarche adaptative, une forme d'orthopédie sociale contre laquelle il entreprit son “retour à Freud” ».

### Melanie Klein et l'école kleinienne

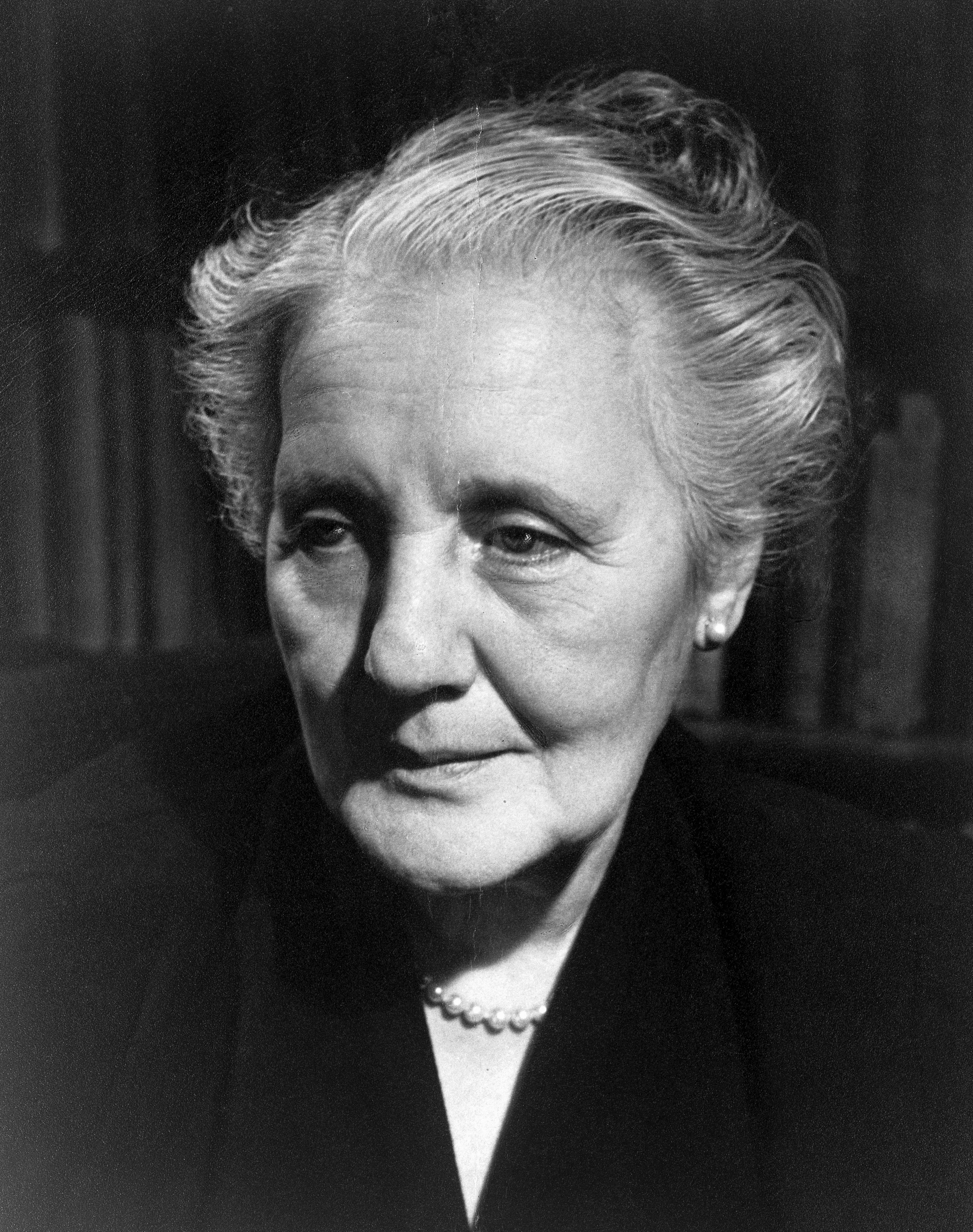
Melanie Klein, 1952

Melanie Klein « décrit ce qu'elle considère comme des défenses très primaires : clivage de l'objet, identification projective, déni de la réalité psychique, contrôle omnipotent de l'objet, etc. ».
« Pour les tenants de l'école kleinienne […], les mécanismes de défense d'un Moi structuré sont différents des mécanismes de défense d'un Moi non structuré (ou d'un Moi-Ça indifférencié) » et les « défenses » s'apparentent à « des modes de mécanismes mentaux ». Selon Susan Isaacs en 1952, rapporte en effet Elsa Schmid-Kitsikis, « tous les mécanismes mentaux sont liés à des fantasmes : dévorer, absorber, rejeter ». En 1952 et 1958, Melanie Klein pour sa part « distingue principalement comme défenses primitives : le clivage, l'idéalisation, l'identification projective, les défenses maniaques ».

### Généralisation de la notion
L'« emploi généralisé de la notion de mécanisme de défense » pose un certain nombre de questions théoriques. Laplanche et Pontalis évoquent entre autres celle de différences reconnues par « de nombreux auteurs » à propos des « mécanismes de défense du moi », celle de la « distinction théorique fondamentale » à ne pas négliger ce « qui spécifie le refoulement par rapport à tous les autres procédés défensifs » — une spécificité que Freud a rappelée dans L'Analyse finie et infinie (Die endliche und die unendliche Analyse, 1937), enfin la question que pose une centration de la théorie « sur la notion de défense du moi » par rapport à la pulsion.

## Mécanismes de défense présents dans le registre des névroses

### Refoulement
Il s'agit de l'ensemble des opérations dont la finalité est de réduire, de supprimer toute modification susceptible de mettre en danger l'intégrité et la constance de l'individu bio-psychologique. Pour la psychanalyse, les mécanismes de défense — à la différence de ce qu'exposent des philosophes comme Alain ou J.-P. Sartre — ne sont pas des stratégies conscientes. Ils représentent des processus psychiques visant à défendre les dérivés des pulsions, jugées inconciliables et douloureuses pour le Moi (incluant le Surmoi et l'Idéal). Le Moi défend le fonctionnement psychique avant tout contre l'angoisse. Le sujet est ainsi inconsciemment porté à mettre en œuvre des moyens de défenses pour rendre la réalité moins menaçante en rejetant certaines représentations d'affects hors de sa conscience, c'est le modèle premier du refoulement ; les autres mécanismes, projection, clivage, etc., viennent ensuite basés sur le même principe : éviter la douleur d'une instance (Moi, Ça, Surmoi) du fait des besoins ou désirs d'un autre (l'Inconscient ou le Ça).

### Sublimation
La sublimation est la capacité de satisfaire la pulsion sans atteindre le but originel. Le désir sexuel peut se trouver purgé sans qu'il y ait sexualité. La sublimation est à l'œuvre dans les processus sociaux, comme l'art ou les sports. Parmi les défenses, la sublimation occupe un statut particulier, puisqu'elle ne nécessite pas de refoulement. Une pulsion consciente peut trouver une sublimation. Il ne s'agit donc pas d'une défense à proprement parler. La sublimation est l'un des quatre destins de la pulsion chez Freud. Ce n'est donc pas un mécanisme de défense du Moi à proprement parler.

### Refoulement et isolation
Le refoulement est le premier mécanisme décrit par Sigmund Freud, en 1895. Il s'agit d'un processus actif qui maintient hors de la conscience les représentations inacceptables. Trois niveaux sont distingués. Le premier est le refoulement originaire ; à une époque archaïque de l'histoire du sujet, ce refoulement inaugural porte sur une représentation particulièrement gênante (séduction par un adulte, images de la scène primitive…) sans que cette représentation soit consciente. Ce refoulement primaire détermine en quelque sorte l'orientation future des autres refoulements. Le second niveau est le refoulement proprement dit ; en premier lieu, le refoulement primaire attire les représentations qui lui sont proches et, ensuite, les instances de censure (le Surmoi allié au Moi) repoussent ces représentations dans l'inconscient. Le troisième et dernier niveau est le retour du refoulé ; les représentations qui ont été refoulées dans l'inconscient peuvent se lier entre elles. À l'occasion, certaines représentations, altérées ou déguisées, peuvent réapparaître dans le conscient sous la forme de rêves, de fantasmes, de lapsus, d'actes manqués, et enfin, sous la forme de symptômes signalant alors l'échec du processus de refoulement. Le fantasme peut se révéler comme un retour classique et salutaire du refoulé, nécessaire telle une soupape.
Sigmund Freud, décrit également, en 1894, pour la première fois le fonctionnement du mécanisme de défense qu'est l'isolation. Elle permet de séparer complètement la représentation de l'affect, lequel se retrouve alors libre. La représentation privée de toute association peut alors rester dans le conscient. L'isolation, ainsi que d'autres mécanismes, est à l'œuvre après l'échec d'un refoulement. À la suite de l'isolation, l'affect libéré peut être déplacé sur une autre représentation et peut par exemple conduire à la névrose hystérique par déplacement d'un affect sur le corps ou à la névrose obsessionnelle (ou névrose de contrainte) où la représentation sexuelle inconciliable avec l'instance du surmoi se fixe sur un autre objet.

### Identifications
L'identification est un mécanisme élaboré. Elle consiste à se reconnaître en quelqu'un d'autre, à se prendre pour lui. Néanmoins, de nombreuses identifications différentes ont été distinguées par Freud lui-même. Il existe aussi le « désir mimétique » du modèle-obstacle de René Girard qui conteste Freud sur le terrain du désir et Marx sur celui de la valeur. L'identification à l'agresseur est un mécanisme décrit par Sándor Ferenczi puis Anna Freud. Son expression la plus banale se retrouve dans les jeux enfantins : jouer au voleur, au loup, au docteur... Il s'agit d'une croyance magique où devenir celui qui fait peur permet de le neutraliser ou, en tout cas, d'essayer de maîtriser la peur qu'il inspire. Il s'agit d'une inversion des rôles. Ce mécanisme peut être plus radical et consister en une véritable incorporation de l'objet dangereux et de ses exactions.

### Annulation rétroactive
Dans le cas de l'annulation rétroactive, le sujet n'assume pas certaines représentations lors d'actes ou de pensées. Il va tout mettre en œuvre pour considérer que ces actes ou pensées n'ont jamais existé. C'est un mécanisme de défense très régressif car il porte non pas sur une représentation mais sur un acte même, c'est-à-dire sur la réalité. Des exemples d'annulation se retrouvent dans certains rites animistes et dans beaucoup d'activités obsessionnelles : les actes de l'obsessionnel, répétés inlassablement, ont pour objectif l'annulation d'autres actes ou pensées.

### Condensation
Le travail de la condensation est particulièrement apparent lors du rêve. Une seule représentation va en remplacer plusieurs autres. Elle est également à l'œuvre dans les actes manqués, les jeux de mots…

### Retournement sur la personne propre
Le retournement sur la personne propre est un « destin pulsionnel » au sens de Freud. Cela consiste à retourner la pulsion contre soi-même. Ce mécanisme est particulièrement visible dans le masochisme secondaire d'une névrose obsessionnelle lorsque la personne retourne contre elle-même sa propre agressivité par des auto-punitions ou des auto-mutilations. Il est également appelé agression passive.

### Renversement en son contraire
Le renversement en son contraire fait partie des mécanismes de défense névrotiques. Le renversement en son contraire est un autre destin pulsionnel, avec le « refoulement », « le renversement sur la personne propre » et « la sublimation ». Dans le renversement en son contraire la pulsion originelle est inversée au niveau de son but. Par exemple, le sadisme se transforme en masochisme, la rétention en expansion…

### Contre-investissement
Plutôt que mécanisme de défense à proprement parler, le contre-investissement est un « processus économique postulé par Freud comme support de nombreuses activités défensives du Moi ». Il aide au maintien du refoulement par l'investissement de représentations opposées à ce qui a été refoulé, ces représentations conservant cependant un lien associatif inconscient avec la représentation interdite. « L'élément contre-investi peut être une formation substitutive comme l'animal dans la phobie ou une formation réactionnelle : sollicitude exagérée d'une mère pour ses enfants recouvrant des désirs agressifs, souci de proprété venant lutter contre des tendances anales ».

### Dénégation
La dénégation est le refus d'admettre une vérité. Le névrosé dira « pas du tout, au contraire », là où il se sent menacé. Freud en donne un exemple : un névrosé lui relate qu'il a rêvé d'une femme. Il dit ne plus se souvenir de l'identité de cette femme, mais être certain, en tout cas, qu'il ne s'agit pas de sa mère. Le sujet nie la représentation incestueuse, mais la révèle par le fait même de la nier. Il ne faut pas confondre déni et dénégation.

### Formations
La formation réactionnelle amène le sujet à se conduire à l'inverse de ce qu'il désire. La représentation d'un désir frappé d'interdit se trouve refoulé dans l'inconscient. Selon le principe de plaisir, il existe donc un manque que le Moi va essayer de compenser. Le Moi va substituer à cette représentation initiale d'un désir une autre représentation qui va discrètement, par des associations d'idées, évoquer le désir initial.
La formation de compromis constitue elle aussi un mode de retour du refoulé, mais ce dernier sera suffisamment déformé pour ne pas être reconnu. Il y aura compromission entre les désirs inconscients et les interdictions. Ce mécanisme est particulièrement apparent dans les rêves ou dans certains symptômes (le besoin systématique d'un objet contra-phobique).

### Régression
Face à certaines relations conflictuelles, le sujet cherche à résoudre le conflit en revenant à un stade précoce. Sa libido va retourner à un stade où elle avait trouvé une gratification.

## Autres mécanismes non spécifiquement névrotiques

### Projection
La projection consiste à attribuer à autrui ses propres motifs, émotions, idées ou pulsions inacceptables. La projection n'est pas présente uniquement dans les psychoses mais aussi dans toutes les formes de la névrose. Ainsi le phobique projette son angoisse sur un objet extérieur (objet phobique) ; l'hystérique projette son angoisse sur une partie de son corps (conversion) ; et l'obsessionnel projette son angoisse sur des pensées substitutives.

### Clivage du Moi
Dans le mécanisme de clivage du Moi (« Ichspaltung »), le Moi ne parvient pas à maintenir son unité. Plutôt que de maintenir un dialogue, un conflit interne, il se divise en plusieurs fragments ne communiquant pas entre eux. Ainsi, dans le cas du fétichisme, le fétichiste se clive : une partie de lui-même reconnaît l'angoisse de castration, une autre partie ne la reconnaît pas. Le clivage du Moi se caractérise, dans la psychose, par la multitude de personnalités qu'il génère. Le névrosé a recours au clivage du Moi, mais de manière largement moins marquée que le psychotique.

### Clivage de l'objet
De même que le Moi peut être fractionné en plusieurs morceaux, l'objet pulsionnel peut ne plus être reconnu dans son intégrité : il y aura clivage de l'objet. Pour Wilfred Bion, cela peut mener à la formation d'objets bizarres. Le clivage résulte souvent de la différenciation entre un bon objet et un mauvais objet : ainsi, un objet unique est différencié en fonction des actions qu'il entreprend plutôt que d'être intégré en un tout capable du bon comme du mauvais.
Exemple, pour un enfant, il y a la bonne mère, qui le nourrit et le réconforte et la mauvaise mère qui le punit et ne satisfait pas immédiatement ses besoins. Le fait de cliver est sécurisant dans le sens où cela laisse libre d'aimer le bon objet et de haïr le mauvais sans culpabilité.

### Déni
Le déni peut se comprendre comme équivalent psychotique de la dénégation. Il porte sur le réel, alors que la dénégation porte sur les contenus intra-psychiques. Cela consiste à refuser la réalité d'une perception, parce qu'elle est vécue comme dangereuse ou douloureuse pour le Moi. Sigmund Freud, en donne un exemple prototypique : le déni de la perception de l'absence de pénis chez la femme. Les sujets féminins fétichistes perçoivent visuellement cette absence, mais, psychiquement, sont incapables de la symboliser ; ils utilisent la focalisation sur un objet sexuel ou une partie du corps qui viendra symboliser le pénis (ce que l'on nomme l'objet fétiche).

### Identification projective
Ce mécanisme de défense a été identifié et décrit par Melanie Klein ; il est à l'œuvre au cours de la position schizo-paranoïde. L'enfant se projette fantasmatiquement à l'intérieur de la mère pour y exercer sa toute-puissance, elle aussi fantasmée. Cette toute-puissance se manifeste par le fantasme de possession voire de destruction du corps de la mère, le contrôle des objets précédemment projetés dans la mère (le pénis du père, les autres enfants…). Il est nécessaire que la mère, à un niveau inconscient, puisse accepter ce type de fantasme. Si un interdit rigide est posé par la mère à l'encontre de ces fantasmes, il y aura réintrojection chez l'enfant d'objets partiels et menaçants (sein inquiétant, vagin avide), autant d'objets qui vont appauvrir le Moi.

#### Textes-sources
- Josef Breuer et Sigmund Freud, Études sur l'hystérie (Studien über Hysterie, 1895)
- Sigmund Freud,
  - Nouvelles Remarques sur les psychonévroses de défense (Weitere Bemerkungen über die Abwehr-Neuropsychosen, 1896)
  - Métapsychologie (Metapsychologie, 1915), dans OCF.P XIII 1914-1915, trad. Janine Altounian, André Bourguignon, Pierre Cotet, Jean Laplanche et Alain Rauzy, Paris, P.U.F., 2e éd., 1994  (ISBN 2 13 042148 2); Métapsychologie, édition P.U.F.-Quadrige, Préface de François Robert, 2010  (ISBN 2130579574)
  - Inhibition, Symptôme et Angoisse (Hemmung, Symptom und Angst, 1926)
- Anna Freud, Le Moi et les mécanismes de défense, Paris, P.U.F., 2001, 166 p. (ISBN 2-13-051834-6)
- Jacques Lacan, « Le Moi dans la théorie de Freud et dans la technique de la psychanalyse », dans Séminaires de Jacques Lacan

#### Études
- S. Ionescu, M.-M. Jacquet et C. Lhote, Les Mécanismes de défense : Théorie et Clinique, Paris, Nathan, 1997
- J. Laplanche et J.-B. Pontalis, Vocabulaire de la psychanalyse (1967), entrée : « Mécanismes de défense », Paris, P.U.F., 1984, (ISBN 2 13 0386210)
- Samuel Mittaz, Pour l'amour de Narcisse, Liseuse, 2012
- Claude Nachin, La Méthode psychanalytique, Paris, Armand Colin, 2004
- Paul-Claude Racamier, Les Schizophrènes, Payot, coll. « Petite bibliothèque Payot », 2001 (1re éd. 1980), 242 p. (ISBN 978-2-228-89427-2)
- « Défense » (Article) dans: Élisabeth Roudinesco et Michel Plon, Dictionnaire de la psychanalyse, Paris, Fayard, coll. « La Pochothèque », 2011 (1re éd. 1997), 1789 p. (ISBN 978-2-253-08854-7), « Défense »
- René Roussillon et al., Manuel de psychologie et de psychopathologie clinique générale, Paris, Masson, 2007, 702 p. (ISBN 978-2-294-04956-9, lire en ligne)
- Elsa Schmid-Kitsikis, « défense » (article) ; « défense (mécanismes de -) » (article), dans Dictionnaire international de la psychanalyse (dir. : Alain de Mijolla), Hachette, 2005 (ISBN 201279145X)